# Neochirosia setiger
Neochirosia setiger is een vliegensoort uit de familie van de drekvliegen (Scathophagidae). De wetenschappelijke naam van de soort is voor het eerst geldig gepubliceerd in 1917 door Malloch.